# Josef Munsch
Pour les articles homonymes, voir Munsch.

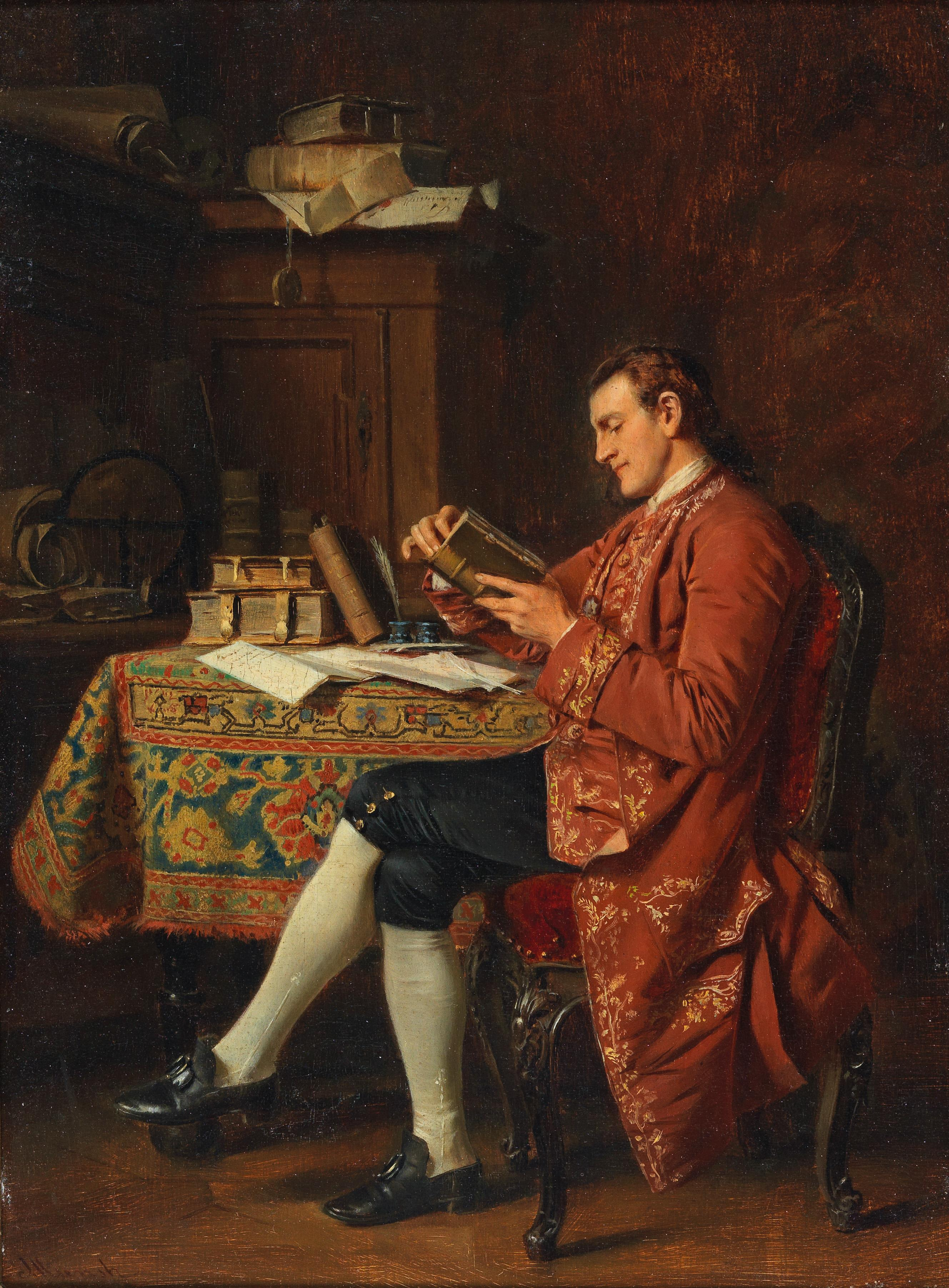
Le lecteur.

Joseph Munsch ou Josef Munsch, né le 4 octobre 1832 à Linz et mort le 28 février 1896 à Munich, est un peintre autrichien.

## Biographie
Il reçoit ses premiers cours à l’Académie des Beaux-Arts de Munich. Il est l’élève de Philipp von Foltz. Il fait partie du mouvement Biedermeier, en compagnie d’autres peintres comme Friedrich Schwörer, Eduard Schwoiser ou Wilhelm Hauschild. Il excelle dans la peinture de genre et les sujets historiques. Il réalise des fresques pour le musée national bavarois de Munich et participe à la décoration des châteaux de Louis II. Au Neuschwanstein, il peint des fresques représentant la légende des Niebelungen. À Herrenchiemsee, il réalise des tableaux d’après des originaux du château de Versailles dans la première antichambre et des peintures des plafonds de la Galerie des glaces, des salons de la guerre et de la paix, ainsi qu’un dessus de porte de la chambre à coucher.